# Рудка-Старосцянська
Рудка-Старосцянська (пол. Rudka Starościańska) — село в Польщі, у гміні Устимів Любартівського повіту Люблінського воєводства.
Населення — 181 особа (2011).
У 1975-1998 роках село належало до Люблінського воєводства.

## Демографія
Демографічна структура станом на 31 березня 2011 року:
|          | Загалом | Допрацездатний вік | Працездатний вік | Постпрацездатний вік |
| -------- | ------- | ------------------ | ---------------- | -------------------- |
| Чоловіки | 90      | 19                 | 60               | 11                   |
| Жінки    | 91      | 16                 | 47               | 28                   |
| Разом    | 181     | 35                 | 107              | 39                   |